# Лэйси Леннон
Лэйси Леннон (англ. Lacy Lennon; род. 23 января 1997 года, Гонолулу, Гавайи, США) — американская порноактриса. Лауреат премии AVN Awards в категории «Лучшая актриса — короткометражный фильм» (2022).

## Карьера
Родилась и выросла в Гонолулу, Гавайи. Позднее переезжает в штат Невада, где обучалась в университете. Также обучалась оперному пению. Перед началом карьеры работала вебкам-моделью, стриптизёршей, а также в течение года лицензированной проституткой в легальном борделе Moonlite BunnyRanch.
Пришла в индустрию для взрослых в октябре 2018 года в возрасте 21 года, подписав контракт с агентством талантов Motley Models, с котором ей помогла связаться одна из компаний. Спустя некоторое время покидает Motley Models и переходит в Spiegler Girls антрепренёра Марка Шпиглера. Снимается в сценах мастурбации, традиционного, лесбийского и межрасового секса.
Сотрудничает с такими студиями, как 3rd Degree, Cherry Pimps, Girlfriends Films, Naughty America, TeamSkeet, Wankz, Wicked Pictures, Zero Tolerance Entertainment и многими другими.
В апреле 2019 года Лэйси выбрана порносайтом Cherry Pimps «Вишенкой месяца» (Cherry of the Month). В октябре этого же года стала Treat of the Month по версии порносайта Twistys. В ноябре Лэйси стала «Любимицей месяца» (Pet of the Month) журнала Penthouse. Ровно через год была объявлена этим же журналом «Любимицей года». В апреле 2021 года Лэйси была удостоена звания «Pornament MVP» платформы HotMovies. В мае этого же года названа студией Nubiles «Изюминкой месяца».
В результате голосования, проведённого журналом NightMoves, выигрывает в октябре 2019 года премию NightMoves Award в категории «Лучшая новая старлетка». За сцену секса в порнопародии на супергеройский фильм Black Widow XXX: An Axel Braun Parody Лэйси в январе 2022 года стала обладательницей первой за свою карьеру премии XBIZ Award. За роль в этом же фильме Лэйси была признана лучшей актрисой в короткометражном фильме на 39-й церемонии награждения AVN Awards.
В феврале 2022 года Леннон заключила актёрский и режиссёрский контракт с компанией Girlfriends Films. Дебютной режиссёрской работой Леннон стал фильм Twisted Passions 31, выпущенный в апреле 2022 года.
В начале мая 2025 года Леннон была выбрана соведущей (вместе с Айзеей Максвеллом и Эбони Мистик) церемонии награждения премии Urban X Award, которая состоится 17 августа этого же года.
По данным сайта IAFD на апрель 2022 года, снялась в более чем 300 порнофильмах и сценах.

## Награды и номинации
| Год  | Награда          | Результат | Категория                                                                                           | Фильм                                                  |
| ---- | ---------------- | --------- | --------------------------------------------------------------------------------------------------- | ------------------------------------------------------ |
| 2019 | NightMoves Award | Победа    | Лучшая новая старлетка (выбор поклонников)                                                          | н/д                                                    |
| 2019 | XCritic Award    | Номинация | Лучшая лесбийская сцена (вместе с Джианной Диор и Джиной Валентиной)                                | Lesbian Rock Stars                                     |
| 2019 | XCritic Award    | Победа    | Лучшая новая старлетка                                                                              | н/д                                                    |
| 2020 | AVN Award        | Номинация | Лучшая ведущая актриса                                                                              | The Gentleman                                          |
| 2020 | AVN Award        | Номинация | Лучшая лесбийская групповая сцена (вместе с Джианной Диор и Джиной Валентиной)                      | R&B Diva                                               |
| 2020 | AVN Award        | Номинация | Лучшая лесбийская сцена (вместе с Эви Лав)                                                          | Endless                                                |
| 2020 | AVN Award        | Номинация | Лучшая новая старлетка                                                                              | н/д                                                    |
| 2020 | AVN Award        | Номинация | Лучшая сцена триолизма (Д/Д/П) (вместе с Кензи Тейлор и Сетом Гэмблом)                              | Captain Marvel XXX: An Axel Braun Parody               |
| 2020 | Spank Bank Award | Победа    | Daisy Chain Darling of the Year                                                                     | н/д                                                    |
| 2020 | Spank Bank Award | Номинация | Dirty Cheerleader of the Year                                                                       | н/д                                                    |
| 2020 | Spank Bank Award | Номинация | Most Beautiful Seductress                                                                           | н/д                                                    |
| 2020 | Spank Bank Award | Победа    | Most Photogenic Nymphomaniac                                                                        | н/д                                                    |
| 2020 | Spank Bank Award | Номинация | Most Talented Tongue (Best Girl/Girl Kisser of the Year)                                            | н/д                                                    |
| 2020 | Spank Bank Award | Номинация | Naughty Babysitter of the Year                                                                      | н/д                                                    |
| 2020 | Spank Bank Award | Номинация | Newcummer of the Year                                                                               | н/д                                                    |
| 2020 | Spank Bank Award | Номинация | Phenomenonal Pussy of the Year                                                                      | н/д                                                    |
| 2020 | Spank Bank Award | Номинация | Porn’s «It» Girl                                                                                    | н/д                                                    |
| 2020 | Spank Bank Award | Номинация | Prettiest Girl In Porn                                                                              | н/д                                                    |
| 2020 | Spank Bank Award | Номинация | Ravishing Redhead of the Year                                                                       | н/д                                                    |
| 2020 | Spank Bank Award | Номинация | Sensational Scissorist                                                                              | н/д                                                    |
| 2020 | Spank Bank Award | Номинация | Spooning Specialist                                                                                 | н/д                                                    |
| 2020 | Spank Bank Award | Номинация | VR Star of the Year                                                                                 | н/д                                                    |
| 2020 | XBIZ Award       | Номинация | Лучшая новая старлетка                                                                              | н/д                                                    |
| 2020 | XBIZ Award       | Номинация | Лучшая сцена секса — виртуальная реальность (вместе с Никки Пич и Эллой Риз)                        | Star-Spangled Banger                                   |
| 2020 | XBIZ Award       | Номинация | Лучшая сцена секса — полнометражный фильм (вместе с Кензи Тейлор и Сетом Гэмблом)                   | Captain Marvel XXX: An Axel Braun Parody               |
| 2020 | XCritic Award    | Номинация | Лучшая актриса                                                                                      | Alien Rhapsody                                         |
| 2020 | XCritic Award    | Номинация | Лучшая лесбийская сцена (вместе с Вероникой Кирей)                                                  | Alien Rhapsody                                         |
| 2020 | XRCO Award       | Номинация | Новая старлетка года                                                                                | н/д                                                    |
| 2021 | AVN Award        | Номинация | Лучшая ведущая актриса                                                                              | Alien Rhapsody                                         |
| 2021 | AVN Award        | Номинация | Лучшая сцена группового секса (вместе с Джоанной Энджел, Катриной Джейд и Смоллом Хэндсом)          | The Night They Came for Lacy (из Under the Bed Vol. 1) |
| 2021 | Inked Award      | Номинация | Групповая сцена года (вместе с Джоанной Энджел, Катриной Джейд и Смоллом Хэндсом)                   | The Night They Came for Lacy                           |
| 2021 | NightMoves Award | Номинация | Лучшая актриса                                                                                      | н/д                                                    |
| 2021 | XBIZ Award       | Номинация | Лучшая сцена секса — виньетка (вместе с Райаном Маклейном)                                          | Student Bodies Vol. 8                                  |
| 2021 | XBIZ Award       | Номинация | Лучшая сцена секса — виртуальная реальность (вместе с Уитни Райт)                                   | The Witcher: A XXX Parody                              |
| 2021 | XCritic Award    | Номинация | Сцена года (вместе с Джоанной Энджел, Катриной Джейд и Смоллом Хэндсом)                             | The Night They Came for Lacy                           |
| 2021 | XRCO Award       | Номинация | Лучшая актриса                                                                                      | Alien Rhapsody                                         |
| 2022 | AVN Award        | Победа    | Лучшая актриса — короткометражный фильм                                                             | Black Widow XXX: An Axel Braun Parody                  |
| 2022 | AVN Award        | Номинация | Лучшая блоубэнг-сцена                                                                               | Lacy Lennon’s First Blowbang (из Facialized 8)         |
| 2022 | AVN Award        | Номинация | Лучшая командная сцена (вместе с Джоном Стронгом и Миком Блу)                                       | Black Widow XXX: An Axel Braun Parody — Scene 1        |
| 2022 | AVN Award        | Номинация | Лучшая лесбийская сцена (вместе с Джианной Диор)                                                    | Digital Flesh: Episode 2                               |
| 2022 | AVN Award        | Номинация | Лучшая сцена секса в виртуальной реальности (вместе с Брэдом Стерлингом и Джуэлз Блу)               | Look at Me!                                            |
| 2022 | NightMoves Award | Номинация | Лучшая актриса                                                                                      | н/д                                                    |
| 2022 | NightMoves Award | Номинация | Лучшая лесбийская исполнительница                                                                   | н/д                                                    |
| 2022 | XBIZ Award       | Номинация | Исполнительница года                                                                                | н/д                                                    |
| 2022 | XBIZ Award       | Победа    | Лучшая сцена секса — полнометражный фильм (вместе с Еленой Кошкой, Рамоном Номаром и Сетом Гэмблом) | Black Widow XXX: An Axel Braun Parody                  |
| 2022 | XBIZ Award       | Номинация | Лучшая сцена секса — только девушки (вместе с Аной Фокс)                                            | Charlotte & Lacy                                       |
| 2022 | XBIZ Award       | Номинация | Лучшее актёрское исполнение — ведущая роль                                                          | Black Widow XXX: An Axel Braun Parody                  |
| 2022 | XRCO Award       | Номинация | Лучшая актриса                                                                                      | Black Widow XXX: An Axel Braun Parody                  |
| 2023 | XBIZ Award       | Номинация | Лесбийская исполнительница года                                                                     | н/д                                                    |
| 2025 | XMA Award        | Номинация | Лучшая сцена секса — только девушки (вместе с Вайолет Старр)                                        | Bellesa House                                          |

## Избранная фильмография
- 2019 — 5K Porn 2[44]
- 2019 — Axel Braun’s Girlfest 2[45]
- 2019 — Cheer Squad Sleepovers 31
- 2019 — Closing Time[46]
- 2019 — Cum Swapping Stepsisters 3
- 2019 — Guilty Party[47]
- 2019 — Mother-Daughter Exchange Club 58[48]
- 2019 — Nympho 7
- 2019 — Teens Who Squirt 2[47]
- 2019 — Women Seeking Women 168[49]